# ترانه‌شناسی لیلا فروهر
این فهرست به معرفی آلبوم‌ها و تک‌آهنگ‌های لیلا فروهر هنرمند برجسته ایرانی و سازندگان آثار می‌پردازد.

## خوانندگی در سینما

### ۱۳۴۶ -چهار خواهر
هر ‌سه تر‌انه، هم‌خوانی لیلا فروهر، گوگوش، شهین و مینا جهانگیری
| نام ترانه           | ترانه‌سرا    | آهنگ‌ساز         | تنظیم‌کننده      |
| ------------------- | ----------- | --------------- | --------------- |
| کار خود را می‌پرستیم | تورج نگهبان | غلامرضا شاهوردی | غلامرضا شاهوردی |
| تقدیر               | تورج نگهبان | غلامرضا شاهوردی | غلامرضا شاهوردی |
| ما مرد میدون هستیم  | تورج نگهبان | غلامرضا شاهوردی | غلامرضا شاهوردی |

### ۱۳۴۷ -من هم گریه کردم
| نام ترانه | ترانه‌سرا | آهنگ‌ساز          | تنظیم‌کننده       |
| --------- | -------- | ---------------- | ---------------- |
| عروسک     |          | انوشیروان روحانی | انوشیروان روحانی |

### ۱۳۴۷ -چرخ بازیگر
هم‌خوانی لیلا فروهر و خاله‌اش ژاله فرحزادی
| نام ترانه      | ترانه‌سرا       | آهنگ‌ساز          | تنظیم‌کننده       |
| -------------- | -------------- | ---------------- | ---------------- |
| ما دوتا بچه‌ایم | محمدعلی شیرازی | انوشیروان روحانی | انوشیروان روحانی |

### ۱۳۴۸ -گربه کور
| نام ترانه    | ترانه‌سرا    | آهنگ‌ساز       | تنظیم‌کننده    |
| ------------ | ----------- | ------------- | ------------- |
| جاهل میدون   | تورج نگهبان | منوچهر گودرزی | منوچهر گودرزی |
| چارلی چاپلین | تورج نگهبان | منوچهر گودرزی | منوچهر گودرزی |
| مجلس شادی    | تورج نگهبان | منوچهر گودرزی | منوچهر گودرزی |
| سوگلی مهارجه | تورج نگهبان | منوچهر گودرزی | منوچهر گودرزی |

### ۱۳۵۱ -پخمه
هم‌خوانی لیلا فروهر، بهمن مفید و پریوش
| نام ترانه | ترانه‌سرا | آهنگ‌ساز | تنظیم‌کننده |
| --------- | -------- | ------- | ---------- |
| داداش جون |          |         |            |

### ۱۳۵۱ -قمار زندگی
| نام ترانه | ترانه‌سرا    | آهنگ‌ساز     | تنظیم‌‌کننده |
| --------- | ----------- | ----------- | ---------- |
| آخ به دلم | امیر پازوکی | امیر پازوکی |            |

### ۱۳۵۴ -مجازات
| نام ترانه                     | ترانه‌سرا | آهنگ‌ساز    | تنظیم‌کننده |
| ----------------------------- | -------- | ---------- | ---------- |
| دل که دروازه نیست (یا حبیب)   | رضا شمسا | حسین واثقی | حسین واثقی |
| حالی دارم (دلشوره، قلب بیمار) | رضا شمسا | حسین واثقی | حسین واثقی |

### ۱۳۵۵ -گل خشخاش
| نام ترانه | ترانه‌سرا   | آهنگ‌ساز          | تنظیم‌کننده       |
| --------- | ---------- | ---------------- | ---------------- |
| عاشق خسته | نظام فاطمی | انوشیروان روحانی | انوشیروان روحانی |

### ۱۳۵۵ -مهمان
| نام ترانه | ترانه‌سرا         | آهنگ‌ساز          | تنظیم‌کننده       |
| --------- | ---------------- | ---------------- | ---------------- |
| قسم به تو | اسماعیل نواب صفا | انوشیروان روحانی | انوشیروان روحانی |
| انتظار    | هما میرافشار     | انوشیروان روحانی | انوشیروان روحانی |

### ۱۳۵۶ -هم‌کلاس
هم‌خوانی لیلا فروهر و وفا
| نام ترانه            | ترانه‌سرا | آهنگ‌ساز         | تنظیم‌کننده      |
| -------------------- | -------- | --------------- | --------------- |
| با تو بودن (قصر صدف) |          | مسعود میردامادی | مسعود میردامادی |

## آهنگ‌‌های پیش از انقلاب
| نام ترانه                                   | ترانه‌‌سرا         | آهنگ‌‌ساز          | تنظیم‌کننده                 | انتشار                            |
| ------------------------------------------- | ---------------- | ---------------- | -------------------------- | --------------------------------- |
| فریاد یک درد (دلم تنگه)                     | اردلان سرفراز    | پرویز مقصدی      | پرویز مقصدی                | ۱۳۵۳ اولین آهنگ حرفه‌ای            |
| ماهی تنگ بلور                               | اردلان سرفراز    | پرویز مقصدی      | اریک آرکانت                | ۱۳۵۳                              |
| بی تو                                       | مسعود هوشمند     | پرویز مقصدی      | پرویز مقصدی                | ۱۳۵۳                              |
| گریه کنیم برای هم                           | اردلان سرفراز    | پرویز مقصدی      | واروژان                    | ۱۳۵۳                              |
| دیوونه                                      | فریدون علیخانی   | منصور ایران‌نژاد  | کاظم عالمی منصور ایران‌نژاد | اجرا ۱۳۵۳ انتشار نوروز ۱۳۵۴       |
| دیوونه (اجرای صحنه)                         | فریدون علیخانی   | منصور ایران‌نژاد  | اریک آرکانت                | اجرا ۱۳۵۳ انتشار نوروز ۱۳۵۴       |
| خورشید خانوم                                | فریدون علیخانی   | منصور ایران‌نژاد  | اریک آرکانت                | اجرا ۱۳۵۳ انتشار نوروز ۱۳۵۴       |
| اون روزا دیگه گذشتن                         | ایرج جنتی عطایی  | بابک بیات        | واروژان                    | ۱۳۵۴                              |
| قُمری                                        | زویا زاکاریان    | فرید زلاند       | اریک آرکانت                | ۱۳۵۴                              |
| حقیقت                                       | غلامحسین عمرانی  | محمد شمس         | محمد شمس                   | ۱۳۵۴                              |
| پولکی (پولک)                                | منصور تهرانی     | لقمان ادهمی      | اریک آرکانت                | ۱۳۵۴                              |
| هفت طلسم                                    | سعید دبیری       | فریدون خشنود     |                            | ۱۳۵۴                              |
| تابلو                                       | سعید دبیری       | فریدون خشنود     |                            | ۱۳۵۴                              |
| مَلِک جمشید (باغ گلای اطلسی)                  | ایرج جنتی عطایی  | بابک بیات        | واروژان                    | ۱۳۵۴                              |
| نجوا                                        | اردلان سرفراز    | فرید زلاند       | اریک آرکانت                | ۱۳۵۴                              |
| معما                                        |                  | تورج شعبان‌خانی   |                            | ۱۳۵۴                              |
| من و باد                                    | هومن ذکایی       | فریدون خشنود     |                            | ۱۳۵۴                              |
| قحطی گریه (شمیم)                            | فریدون علیخانی   | امیر آرام        | ناصر چشم‌آذر                | ۱۳۵۴                              |
| قصر نور (عُمر، اتاقک، صد)                    | جهانبخش پازوکی   | ناصر چشم‌آذر      | ناصر چشم‌آذر                | ۱۳۵۴                              |
| آخرین جفت زمین                              | شهیار قنبری      | واروژان          | واروژان                    | ۱۳۵۴                              |
| آخرین چهارشنبه سال                          | شهیار قنبری      | واروژان          | واروژان                    | ۱۳۵۴                              |
| حدیث                                        | امیر آرام        | امیر آرام        |                            | ۱۳۵۴                              |
| نیاز (ندای آسمونی)                          | فریدون علیخانی   | امیر آرام        | منوچهر چشم‌آذر              | ۱۳۵۵                              |
| عاشق خسته                                   | نظام فاطمی       | انوشیروان روحانی | انوشیروان روحانی           | ۱۳۵۵                              |
| انتظار                                      | هما میرافشار     | انوشیروان روحانی | انوشیروان روحانی           | ۱۳۵۵                              |
| قسم به تو                                   | اسماعیل نواب صفا | انوشیروان روحانی | انوشیروان روحانی           | ۱۳۵۵                              |
| یک نفس عطر تو بس                            | شهیار قنبری      | بابک افشار       | منوچهر چشم‌آذر              | ۱۳۵۵                              |
| بوی توقف                                    | شهیار قنبری      | بابک افشار       | منوچهر چشم‌آذر              | ۱۳۵۵                              |
| همیشه تازه (بمون بمون)                      | حسین چترنور      | بابک افشار       | منوچهر چشم‌آذر              | ۱۳۵۵                              |
| یه پول خروس (همراه با جواد بدیع‌زاده و شهره) | غلامرضا روحانی   | اسماعیل مهرتاش   | مرتضی برجسته               | ۱۳۵۶                              |
| گل زرد                                      | منصور تهرانی     | منوچهر چشم‌آذر    | منوچهر چشم‌آذر              | ۱۳۵۶                              |
| عشق تازه                                    | منصور تهرانی     | سیاوش قمیشی      | منوچهر چشم‌آذر              | ۱۳۵۶                              |
| چشمه نور                                    | پدرام            | سیاوش قمیشی      | اریک آرکانت                | ۱۳۵۶                              |
| کلاغای خبرچین                               | فریدون علیخانی   | امیر آرام        | اریک آرکانت                | ۱۳۵۶                              |
| عاشق میدونه (عشق مثل آتیش میمونه)           | شرمین شجره       | تورج شعبان‌خانی   | اریک آرکانت                | ۱۳۵۶                              |
| زالزالک (همراه با مرتضی)                    | غلامرضا روحانی   | اسماعیل مهرتاش   | ناصر چشم‌آذر                | ۱۳۵۷                              |
| هم پرواز (دو پرنده)                         | منصور تهرانی     | ناصر چشم‌آذر      | ناصر چشم‌آذر                | ۱۳۵۷                              |
| بیا بیا                                     | منصور تهرانی     | ناصر چشم‌آذر      | ناصر چشم‌آذر                | ۱۳۵۷                              |
| جولین                                       | دالی پارتن       | دالی پارتن       | اریک آرکانت                | ۱۳۵۷                              |
| اینو از تو یادگرفتم                         | مسعود فردمنش     | سلی              | اریک آرکانت                | ۱۳۵۷                              |
| محال                                        | اردلان سرفراز    | منوچهر چشم‌آذر    | منوچهر چشم‌آذر              | ۱۳۵۷                              |
| ساده                                        | شرمین شجره       | سیاوش قمیشی      | اریک آرکانت                | ۱۳۵۷ آخرین آهنگ اجرا شده در ايران |

## آلبوم‌های رسمی

### ۱۳۶۷ - گل‌های آشنا (منتشر نشده)
گوینده: مولود زهتاب
| نام ترانه    | ترانه‌‌‌سرا    | آهنگ‌ساز     | تنظیم‌‌کننده |
| ------------ | ----------- | ----------- | ---------- |
| بی تو نمانم  | مسعود عطایی | مسعود عطایی | محمد شمس   |
| بهار در غربت |             | محمد شمس    | محمد شمس   |
| ساقی         | مولانا      | محمد شمس    | محمد شمس   |

### ۱۳۶۹ -مخمل ناز
| نام ترانه  | ترانه‌‌‌سرا       | آهنگ‌ساز     | تنظیم‌کننده    |
| ---------- | -------------- | ----------- | ------------- |
| مخمل ناز   | فریدون علیخانی | لیلا فروهر  | منوچهر چشم‌آذر |
| دلم        | مسعود فردمنش   | صادق نوجوکی | صادق نوجوکی   |
| درخت گل    | بیژن سمندر     | صادق نوجوکی | صادق نوجوکی   |
| ساقی       | مولانا         | محمد شمس    | محمد شمس      |
| عشق پابرجا | مسعود فردمنش   | صادق نوجوکی | صادق نوجوکی   |
| من عاشقم   | هما میرافشار   | فرید زلاند  | فرید زلاند    |

### ۱۳۷۰ - پرنده‌‌‌‌ها
آلبو‌‌‌‌م‌‌‌ ‌مشتر‌ک با مهستی، شهرام صولتی، نازی افشار، محمو‌‌د قربانی و شهر‌‌یار‌ سعیدی
| نام ترانه | خو‌اننده      | ترانه‌سرا              | آهنگ‌ساز        | تنظیم‌‌کننده    |
| --------- | ------------ | --------------------- | -------------- | ------------- |
| پرنده‌‌ها   | شهرام صولتی  | مسعود فردمنش          | سیاوش قمیشی    | کاظم عالمی    |
| شهر فرنگ  | محمود قربانی | نوشین معینی کرمانشاهی | محمود قربانی   | محمود قربانی  |
| لحظه وداع | شهریار سعیدی | جهانبخش پازوکی        | جهانبخش پازوکی | منوچهر چشم‌آذر |
| بابا حیدر | نازی افشار   | امیر                  | بابک رادمنش    | منوچهر چشم‌آذر |
| بهار      | لیلا فروهر   | هما میرافشار          | محمد حیدری     | آندرانیک      |
| نرو       | مهستی        | هما میرافشار          | بابک افشار     | زاره کشیشیان  |

### ۱۳۷۰ - هدیه (باشهرام صولتی)
| نام ترانه           | خواننده                      | ترانه‌سرا                     | آهنگ‌ساز                      | تنظیم‌کننده                   |
| ------------------- | ---------------------------- | ---------------------------- | ---------------------------- | ---------------------------- |
| مگه میشه            | شهرام صولتی                  | بیژن سمندر                   | حسین واثقی                   | داوود اردلان                 |
| یار                 | لیلا فروهر                   | بیژن سمندر                   | حسن شماعی‌زاده                | منوچهر چشم‌آذر                |
| عشقمو از من تو نگیر | شهرام صولتی                  | پرویز صبری                   | حسین واثقی                   | کاظم عالمی                   |
| ای دل               | لیلا فروهر                   | مهداد زند کریمی              | مهداد زند کریمی              | مهداد زند کریمی              |
| آتیش به انبار       | شهرام صولتی                  | هما میرافشار                 | کاظم عالمی                   | کاظم عالمی                   |
| با دلم قهر نکن      | لیلا فروهر                   | مهداد زند کریمی              | مهداد زند کریمی              | مهداد زند کریمی              |
| هدیه                | میکسی از ترانه‌های آلبوم هدیه | میکسی از ترانه‌های آلبوم هدیه | میکسی از ترانه‌های آلبوم هدیه | میکسی از ترانه‌های آلبوم هدیه |

### ۱۳۷۱ - شانس
| نام ترانه | ترانه‌سرا                     | آهنگ‌ساز                      | تنظیم‌کننده                   |
| --------- | ---------------------------- | ---------------------------- | ---------------------------- |
| عشق تازه  | مهداد زند کریمی              | مهداد زند کریمی              | مهداد زند کریمی              |
| خواب      | مهداد زند کریمی              | مهداد زند کریمی              | مهداد زند کریمی              |
| شانس      | مهداد زند کریمی              | مهداد زند کریمی              | مهداد زند کریمی              |
| کبوتر عشق | مسعود فردمنش                 | سیاوش قمیشی                  | عبدی یمینی                   |
| شمیم      | فریدون علیخانی               | امیر آرام                    | فرخ آهی                      |
| بهار عشق  | مسعود فردمنش                 | صادق نوجوکی                  | صادق نوجوکی                  |
| شکوِه      | هما میرافشار                 | حسن شماعی‌زاده                | منوچهر چشم‌آذر                |
| مدلی      | میکسی از ترانه‌های آلبوم شانس | میکسی از ترانه‌های آلبوم شانس | میکسی از ترانه‌های آلبوم شانس |
| شمیم (۲)  | فریدون علیخانی               | امیر آرام                    | فرخ آهی                      |

### ۱۳۷۲ - بهانه
آثاری از استاد انوشیروان روحانی با صدای لیلا فروهر
| نام ترانه               | ترانه‌سرا     | آهنگ‌ساز          | تنظیم‌کننده       |
| ----------------------- | ------------ | ---------------- | ---------------- |
| بهانه                   | بیژن سمندر   | انوشیروان روحانی | انوشیروان روحانی |
| مقدمه قسم به تو (پیانو) |              | انوشیروان روحانی | انوشیروان روحانی |
| قسم به تو               | نواب صفا     | انوشیروان روحانی | انوشیروان روحانی |
| مقدمه من و تو (پیانو)   |              | انوشیروان روحانی | انوشیروان روحانی |
| من و تو                 | بیژن سمندر   | انوشیروان روحانی | انوشیروان روحانی |
| افسوس                   | هما میرافشار | انوشیروان روحانی | انوشیروان روحانی |
| بهانه (بدون کلام)       |              | انوشیروان روحانی | انوشیروان روحانی |
| مقدمه فریاد (پیانو)     |              | انوشیروان روحانی | انوشیروان روحانی |
| فریاد                   | هما میرافشار | انوشیروان روحانی | انوشیروان روحانی |
| مقدمه خالق عشق (پیانو)  |              | انوشیروان روحانی | انوشیروان روحانی |
| خالق عشق                | هما میرافشار | انوشیروان روحانی | انوشیروان روحانی |
| مقدمه عاشق شدم (پیانو)  |              | انوشیروان روحانی | انوشیروان روحانی |
| عاشق شدم                | مهدی سهیلی   | انوشیروان روحانی | انوشیروان روحانی |
| افسوس (پیانو و ارکستر)  |              | انوشیروان روحانی | انوشیروان روحانی |
| من و تو (بدون کلام)     |              | انوشیروان روحانی | انوشیروان روحانی |

### ۱۳۷۳ - همسفر
| نام ترانه         | نام ترانه     | ترانه‌سرا          | آهنگ‌ساز       | تنظیم‌کننده    |
| ----------------- | ------------- | ----------------- | ------------- | ------------- |
| بازار مکاره       | بازار مکاره   | مینا جلالی        | صادق نوجوکی   | صادق نوجوکی   |
| وعده              | وعده          | سعید و کامران     | شوبرت آواکیان | شوبرت آواکیان |
| همسفر             | همسفر         | همایون هوشیارنژاد | حسن شماعی‌زاده | فرخ آهی       |
| یه ذره دل         | یه ذره دل     | مینا جلالی        | صادق نوجوکی   | صادق نوجوکی   |
| هل‌هله             | هل‌هله         | منصور تهرانی      | شوبرت آواکیان | شوبرت آواکیان |
| مدلی (اجرای جدید) | کلاغای خبرچین | فریدون علیخانی    | امیر آرام     | فرخ آهی       |
| مدلی (اجرای جدید) | دو پرنده      | منصور تهرانی      | ناصر چشم آذر  | فرخ آهی       |
| مدلی (اجرای جدید) | عشق تازه      | منصور تهرانی      | سیاوش قمیشی   | فرخ آهی       |
| مدلی (اجرای جدید) | نیاز          | فریدون علیخانی    | امیر آرام     | فرخ آهی       |
| مدلی (اجرای جدید) | همیشه تازه    | حسین چترنور       | بابک افشار    | فرخ آهی       |
| کیفر              | کیفر          | اردلان سرفراز     | سیاوش قمیشی   | نوید نحوی     |

### ۱۳۷۳ - اتل متل (باابی)
| نام ترانه        | خواننده    | ترانه‌سرا      | آهنگ‌ساز    | تنظیم‌کننده    |
| ---------------- | ---------- | ------------- | ---------- | ------------- |
| منزل به منزل     | ابی        | اردلان سرفراز | فرید زلاند | فرید زلاند    |
| خبر تازه         | لیلا فروهر | اردلان سرفراز | فرید زلاند | منوچهر چشم‌آذر |
| بگو ای یار بگو   | ابی        | اردلان سرفراز | فرید زلاند | فرید زلاند    |
| گل‌های لاله عباسی | لیلا فروهر | هما میرافشار  | فرید زلاند | منوچهر چشم‌آذر |
| اتل متل          | ابی        | اردلان سرفراز | فرید زلاند | فرید زلاند    |
| حسرت             | لیلا فروهر | اردلان سرفراز | فرید زلاند | فرید زلاند    |

### ۱۳۷۴ - تپش
| نام ترانه  | ترانه‌سرا                    | آهنگ‌ساز                     | تنظیم‌کننده                  |
| ---------- | --------------------------- | --------------------------- | --------------------------- |
| تپش        | ژاکلین                      | ژاکلین                      | مهداد زند کریمی             |
| عشق دیروزی | سعید محمدی                  | سعید محمدی                  | شوبرت آواکیان               |
| مادر بزرگ  | مهداد زند کریمی             | مهداد زند کریمی             | مهداد زند کریمی             |
| روزگار     | همایون هوشیارنژاد           | حسن شماعی‌زاده               | فرد میرزا                   |
| شب         | ژاکلین                      | ژاکلین                      | شوبرت آواکیان               |
| من و تو    | امیرفرخ تجلی                | سیاوش قمیشی                 | شوبرت آواکیان               |
| ایران      | سعید محمدی                  | سعید محمدی                  | دیوید بتسامو                |
| مدلی       | میکسی از ترانه‌های آلبوم تپش | میکسی از ترانه‌های آلبوم تپش | میکسی از ترانه‌های آلبوم تپش |

### ۱۳۷۵ - سراب
| نام ترانه      | ترانه‌سرا          | آهنگ‌ساز       | تنظیم‌‌‌کننده    |
| -------------- | ----------------- | ------------- | ------------- |
| یار شیرین      | مینا جلالی        | صادق نوجوکی   | صادق نوجوکی   |
| پشیمون         | هما میرافشار      | محمد مقدم     | محمد مقدم     |
| روزگار عشق     | همایون هوشیارنژاد | مهرداد آسمانی | شوبرت آواکیان |
| سراب           | بهمن شایان        | شوبرت آواکیان | شوبرت آواکیان |
| اسیر           | هما میرافشار      | محمد مقدم     | محمد مقدم     |
| عاشقای فردا    | امیرفرخ تجلی      | امیرفرخ تجلی  | شوبرت آواکیان |
| آفتاب به آفتاب | همایون هوشیارنژاد | محمد مقدم     | محمد مقدم     |
| عروسی          | همایون هوشیارنژاد | شوبرت آواکیان | شوبرت آواکیان |

### ۱۳۷۶ - Planet of Harmony
| نام ترانه     | زبان      | توضیحات                                               | تنظیم‌کننده    |
| ------------- | --------- | ----------------------------------------------------- | ------------- |
| پرشین مدلی    | فارسی     | گویش‌های شیرازی، لری، گیلکی، آذری، بندری و کُردی        | شوبرت آواکیان |
| بلدی          | عربی      | ترانه اصلی از محمد زیاد و گروه رقصی تُرك Mezdeke       | شوبرت آواکیان |
| ال‌ایتالیانو   | ایتالیایی | ترانه اصلی از توتو کوتونیو شعری از کریستیانو مینه‌لونو | شوبرت آواکیان |
| جانومه        | افغانی    | «جانومه» و «زیم زیم» (همخوانی با حبیب قادری)          | شوبرت آواکیان |
| مدلی ارمنی    | ارمنی     | ترانه‌های فولکلور ارمنی                                | شوبرت آواکیان |
| جولین         | انگلیسی   | اجرای جدید ترانه «جولین» از دالی پارتن                | شوبرت آواکیان |
| مدلی اسرائیلی | عبری      | ترانه فولکلور «هاوا ناگیلا» و ترانه «اوسه شالوم»      | شوبرت آواکیان |
| اسی           | یونانی    | بازخوانی ترانه‌ای از آنتونی پولیتیس و ژینا             | شوبرت آواکیان |

### ۱۳۷۷ - قهرمانان وطن (باداریوشواندی)
یادواره‌ای به مناسبت شرکت تیم ملی فوتبال ایران در مسابقات جام جهانی فوتبال ۱۹۹۸ فرانسه
| نام ترانه             | ترانه‌سرا          | آهنگ‌ساز       | تنظیم‌‌کننده    |
| --------------------- | ----------------- | ------------- | ------------- |
| قهرمانان وطن          | همایون هوشیارنژاد | شوبرت آواکیان | شوبرت آواکیان |
| قهرمانان وطن (ریمیکس) | همایون هوشیارنژاد | شوبرت آواکیان | شوبرت آواکیان |

### ۱۳۷۷ - قصه عشق
| نام ترانه        | ترانه‌‌سرا          | آهنگ‌ساز       | تنظیم‌کننده    |
| ---------------- | ----------------- | ------------- | ------------- |
| پیشکش            | همایون هوشیارنژاد | مهرداد آسمانی | شوبرت آواکیان |
| انتظار           | کامران دلان       | شوبرت آواکیان | شوبرت آواکیان |
| قصه عشق          | ژاکلین            | ژاکلین        | شوبرت آواکیان |
| هوای تازه        | ژاکلین            | ژاکلین        | شوبرت آواکیان |
| بی‌قرار           | ژاکلین            | ژاکلین        | شوبرت آواکیان |
| ناگفته‌ها         | همایون هوشیارنژاد | شوبرت آواکیان | شوبرت آواکیان |
| دل ساده          | همایون هوشیارنژاد | مهرداد آسمانی | شوبرت آواکیان |
| مادر             | پاکسیما زکی‌پور    | حسن شماعی‌زاده | شوبرت آواکیان |
| نازنین           | بیژن سمندر        | صادق نوجوکی   | صادق نوجوکی   |
| ناگفته‌‌ها (موزیک) | بی‌کلام            | شوبرت آواکیان | شوبرت آواکیان |

### ۱۳۷۸ - دیدار (باشهرام شب‌پره)
| نام ترانه                                       | نام ترانه          | خواننده                  | ترانه‌سرا          | آهنگ‌ساز          | تنظیم‌کننده    |
| ----------------------------------------------- | ------------------ | ------------------------ | ----------------- | ---------------- | ------------- |
| هم‌‌‌صدا                                           | هم‌‌‌صدا              | لیلا فروهر و شهرام شب‌پره | شهرام شب‌پره       | شهرام شب‌پره      | شوبرت آواکیان |
| جونی جونوم                                      | جونی جونوم         | لیلا فروهر               | سعید محمدی        | سعید محمدی       | شوبرت آواکیان |
| نمیدونم                                         | نمیدونم            | لیلا فروهر               | ژاکلین            | ژاکلین           | شوبرت آواکیان |
| خاطره‌ها (میکسی از بازخوانی چهار ترانه از پوران) | وای چه بلایی ای دل | لیلا فروهر               | جهانبخش پازوکی    | جهانبخش پازوکی   | منوچهر چشم‌آذر |
| خاطره‌ها (میکسی از بازخوانی چهار ترانه از پوران) | ویرون بشی ای دل    | لیلا فروهر               | جهانبخش پازوکی    | جهانبخش پازوکی   | منوچهر چشم‌آذر |
| خاطره‌ها (میکسی از بازخوانی چهار ترانه از پوران) | همصدا              | لیلا فروهر               | شهین حنانه        | ناصر چشم آذر     | منوچهر چشم‌آذر |
| خاطره‌ها (میکسی از بازخوانی چهار ترانه از پوران) | جون منی            | لیلا فروهر               |                   | انوشیروان روحانی | منوچهر چشم‌آذر |
| دیدار                                           | دیدار              | لیلا فروهر و شهرام شب‌پره | همایون هوشیارنژاد | شهرام شب‌پره      | شوبرت آواکیان |
| یواش یواش                                       | یواش یواش          | شهرام شب‌پره              | شهرام شب‌پره       | شهرام شب‌پره      | شوبرت آواکیان |
| یگانه سمن                                       |                    | شهرام شب‌پره              | شهرام شب‌پره       | شهرام شب‌پره      | شوبرت آواکیان |
| آره بودم                                        | آره بودم           | شهرام شب‌پره              | مسعود فردمنش      | شهرام شب‌پره      | شوبرت آواکیان |

### ۱۳۷۸ - یک صمد و دو لیلا (باپرویز صیاد)
آهنگ‌ها و ترانه‌های نمایشنامه «یک صمد و دو لیلا»
| نام ترانه                           | ترانه‌سرا                    | آهنگ‌ساز                     | تنظیم‌کننده    |
| ----------------------------------- | --------------------------- | --------------------------- | ------------- |
| یک خاطره (لیلا)                     | پرویز صیاد                  | پرویز صیاد                  | رضا بهزادی    |
| لیلا کو (صمد)                       | پرویز صیاد                  | پرویز صیاد                  | شوبرت آواکیان |
| الکم دولکم (صمد و لیلا)             | پرویز صیاد                  | پرویز صیاد                  | شوبرت آواکیان |
| رقص با پیانو و تنبک                 | پرویز صیاد                  | پرویز صیاد                  | رضا بهزادی    |
| از اون میخوام (صمد و لیلا)          | پرویز صیاد                  | پرویز صیاد                  | شوبرت آواکیان |
| عروسی در روستا (لیلا)               | پرویز صیاد                  | پرویز صیاد                  | کاوه حامدی    |
| جدایی در سرحد (لیلا)                | پرویز صیاد                  | پرویز صیاد                  | شوبرت آواکیان |
| من لیلایم لیلای توأم (لیلا و فریبا) | پرویز صیاد                  | پرویز صیاد                  | کاوه حامدی    |
| یک خاطره (موسیقی بدون کلام)         | یک خاطره (موسیقی بدون کلام) | یک خاطره (موسیقی بدون کلام) | رضا بهزادی    |

### ۱۳۷۹ - تصویر
| نام ترانه           | ترانه‌سرا          | آهنگ‌ساز       | تنظیم‌کننده     |
| ------------------- | ----------------- | ------------- | -------------- |
| سال ۲۰۰۰            | ژاکلین            | ژاکلین        | شوبرت آواکیان  |
| غریبه               | ژاکلین            | ژاکلین        | شوبرت آواکیان  |
| نشونی               | همایون هوشیارنژاد | مهرداد آسمانی | شوبرت آواکیان  |
| دل من ترسو شده      | سعید محمدی        | سعید محمدی    | شوبرت آواکیان  |
| امشب شب مهتابه      | علی‌اکبر شیدا      | علی‌اکبر شیدا  | شوبرت آواکیان  |
| کوه البرز           | ژاکلین            | ژاکلین        | منوچهر چشم‌آذر  |
| شناسنامه            | ژاکلین            | شوبرت آواکیان | شوبرت آواکیان  |
| هشدار               | ژاکلین            | ژاکلین        | فرخ آهی        |
| نو که میاد به بازار | سعید محمدی        | سعید محمدی    | شوبرت آواکیان  |
| دوستت دارم زیادی    | ژاکلین            | ژاکلین        | آرا هایراپتیان |
| وای ز گفتارت        | ژاکلین            | ژاکلین        | شوبرت آواکیان  |
| تصویر               | ژاکلین            | ژاکلین        | منوچهر چشم‌آذر  |

### ۱۳۸۰ - قصه تو قصه من
| نام ترانه       | ترانه‌سرا          | آهنگ‌ساز     | تنظیم‌کننده    |
| --------------- | ----------------- | ----------- | ------------- |
| قصه تو قصه من   | ایرج جنتی عطایی   | سیاوش قمیشی | شوبرت آواکیان |
| تو              | شهیار قنبری       | سیاوش قمیشی | شوبرت آواکیان |
| قدیما           | زویا زاکاریان     | سیاوش قمیشی | شوبرت آواکیان |
| خوب             | شهیار قنبری       | سیاوش قمیشی | شوبرت آواکیان |
| آزاد            | شهیار قنبری       | سیاوش قمیشی | شوبرت آواکیان |
| خواهرم          | پاکسیما زکی‌پور    | سیاوش قمیشی | شوبرت آواکیان |
| چی صدا کنم تورو | پاکسیما زکی‌پور    | سیاوش قمیشی | شوبرت آواکیان |
| حقیقت           | همایون هوشیارنژاد | سیاوش قمیشی | شوبرت آواکیان |

### ۱۳۸۴ -یک بوسه
| نام ترانه         | ترانه‌سرا          | آهنگ‌ساز       | تنظیم‌کننده    |
| ----------------- | ----------------- | ------------- | ------------- |
| یک بوسه           | زویا زاکاریان     | ملودی عربی    | بیژن مرتضوی   |
| هرچی بخوای        | مهین آبادانی      | حبیب محبیان   | محمد ستاری    |
| پردیس             | زویا زاکاریان     | بیژن مرتضوی   | بیژن مرتضوی   |
| به تو تقدیم می‌کنم | پاکسیما زکی‌پور    | شادمهر عقیلی  | شادمهر عقیلی  |
| بی تو هیچم        | مسعود فردمنش      | محمد مقدم     | محمد مقدم     |
| وقتی به تو می‌رسم  | زویا زاکاریان     | رامین زمانی   | محمد ستاری    |
| حقته              | پاکسیما زکی‌پور    | شادمهر عقیلی  | شادمهر عقیلی  |
| دو عاشق           | زویا زاکاریان     | ملودی عربی    | برایان وی     |
| نزدیک‌تر از عشق    | زویا زاکاریان     | زویا زاکاریان | بیژن مرتضوی   |
| سالِ سفر           | همایون هوشیارنژاد | پرویز شوقی    | شوبرت آواکیان |

### ۱۳۸۷ -ماه من
| نام ترانه           | ترانه‌سرا       | آهنگ‌‌‌ساز     | تنظیم‌‌‌کننده               |
| ------------------- | -------------- | ----------- | ------------------------ |
| ماه من              | مریم حیدرزاده  | رامین زمانی | واچیک هووی               |
| مجنون به لیلا میرسه | مهیار کاظم‌زاده | رامین زمانی | شهرام آذر                |
| مگه میشه            | مریم حیدرزاده  | رامین زمانی | رامین زمانی دانیل، شاهین |
| بهانه               | مریم حیدرزاده  | رامین زمانی | پوریا نیاکان             |
| آرزوی من این است    | مریم حیدرزاده  | رامین زمانی | رامین زمانی KC Bondar    |
| به جون تو           | مریم حیدرزاده  | رامین زمانی | روما کانیان              |
| خیلی سخته           | مریم حیدرزاده  | رامین زمانی | رامین زمانی              |

### ۱۳۹۰ -از قلب من(From My Heart)
| نام ترانه    | شاعر                  | آهنگ‌ساز   | تنظیم‌کننده         |
| ------------ | --------------------- | --------- | ------------------ |
| بازآمدم      | مولانا                | گروه رومی | گروه رومی          |
| آواز (امشب)  | حافظ                  | گروه رومی | گروه رومی          |
| طوفان        | سیمین بهبهانی         | گروه رومی | گروه رومی          |
| فریاد        | رهی معیری             | گروه رومی | گروه رومی          |
| واران وارانه | محلی کُردی             | فولکلور   | خوزه، هرناندزگوران |
| کابوکی       | محلی کُردی             | فولکلور   | خوزه، هرناندزگوران |
| آرزوی عاشقان | مولانا                | گروه رومی | گروه رومی          |
| نیایش        | عراقی                 | گروه رومی | گروه رومی          |
| ریتم صلح     | حافظ                  | گروه رومی | گروه رومی          |
| پرواز        | فریدون مشیری          | گروه رومی | گروه رومی          |
| گیان گیان    | محلی کُردی             | گروه رومی | سباستین ملانو      |
| سرزمینم      | هیلا صدیقی هومن ذکایی | گروه رومی | گروه رومی          |
| نوروز        | سعدی هومن ذکایی       | گروه رومی | گروه رومی          |

## آلبوم‌های گردآوری شده

### ۱۳۷۳ - دو پرنده
آلبوم گردآوری شده شا‌مل گزیده آهنگ‌های دهه پنجاه
| نام ترانه           | ترانه‌سرا       | آهنگ‌ساز        | تنظیم‌کننده    |
| ------------------- | -------------- | -------------- | ------------- |
| چشمه نور            | پدرام          | سیاوش قمیشی    | اریک آرکانت   |
| بیا بیا             | منصور تهرانی   | ناصر چشم‌آذر    | ناصر چشم‌آذر   |
| ندای آسمونی         | فریدون علیخانی | امیر آرام      | منوچهر چشم‌آذر |
| گل زرد              | منصور تهرانی   | منوچهر چشم‌آذر  | منوچهر چشم‌آذر |
| دو پرنده            | منصور تهرانی   | ناصر چشم‌آذر    | ناصر چشم‌آذر   |
| جولین               | دالی پارتن     | دالی پارتن     | اریک آرکانت   |
| اینو از تو یادگرفتم | مسعود فردمنش   | سلی            | اریک آرکانت   |
| عشق مثل آتیش میمونه | شرمین شجره     | تورج شعبان‌خانی | اریک آرکانت   |
| کلاغای خبرچین       | فریدون علیخانی | امیر آرام      | اریک آرکانت   |
| قصر نور             | جهانبخش پازوکی | ناصر چشم‌آذر    | ناصر چشم‌آذر   |

### ۱۳۷۶ -انوشیروان روحانی- ۶ خواننده، ۱۲ ترانه
| نام ترانه         | خواننده    | ترانه‌‌سرا       | آهنگ‌ساز          | تنظیم‌کننده       |
| ----------------- | ---------- | -------------- | ---------------- | ---------------- |
| فریاد             | مازیار     | کریم فکور      | انوشیروان روحانی | انوشیروان روحانی |
| خالق عشق          | لیلا فروهر | هما میرافشار   | انوشیروان روحانی | انوشیروان روحانی |
| حسرت              | ستار       | نظام فاطمی     | انوشیروان روحانی | انوشیروان روحانی |
| عزیز جون          | امل سایین  | بیژن سمندر     | انوشیروان روحانی | انوشیروان روحانی |
| اشک یتیم          | عارف       | کریم فکور      | انوشیروان روحانی | انوشیروان روحانی |
| دلم تنگه          | عهدیه      | محمدعلی شیرازی | انوشیروان روحانی | انوشیروان روحانی |
| فریاد‌             | لیلا فروهر | هما میرافشار   | انوشیروان روحانی | انوشیروان روحانی |
| باتو بودن         | ستار       | محمودی         | انوشیروان روحانی | انوشیروان روحانی |
| سلطان قلب‌ها       | امل سایین  | محمدعلی شیرازی | انوشیروان روحانی | انوشیروان روحانی |
| گل سنگ            | ستار       | بیژن سمندر     | انوشیروان روحانی | انوشیروان روحانی |
| قمار زندگی        | عهدیه      | هما میرافشار   | انوشیروان روحانی | انوشیروان روحانی |
| انتظار            | عارف       | اردلان سرفراز  | انوشیروان روحانی | انوشیروان روحانی |
| فریاد (بدون کلام) |            |                | انوشیروان روحانی | انوشیروان روحانی |

### ۱۳۷۷ - آهنگ‌‌های عاشقانه (Love Songs)
| نام ترانه               | ترانه‌سرا                             | آهنگ‌ساز                              | تنظیم‌کننده    |
| ----------------------- | ------------------------------------ | ------------------------------------ | ------------- |
| سراب                    | بهمن شایان                           | شوبرت آواکیان                        | شوبرت آواکیان |
| آفتاب به آفتاب          | همایون هوشیارنژاد                    | محمد مقدم                            | محمد مقدم     |
| شِکوه                    | هما میرافشار                         | حسن شماعی‌زاده                        | منوچهر چشم‌آذر |
| روزگار                  | همایون هوشیارنژاد                    | حسن شماعی‌زاده                        | فرد میرزا     |
| گل‌های لاله عباسی        | هما میرافشار                         | فرید زلاند                           | منوچهر چشم‌آذر |
| بهار عشق                | مسعود فردمنش                         | صادق نوجوکی                          | صادق نوجوکی   |
| مدلی ارمنی              | ترانه‌های فولکلور ارمنی               | ترانه‌های فولکلور ارمنی               | شوبرت آواکیان |
| خبر تازه                | اردلان سرفراز                        | فرید زلاند                           | منوچهر چشم‌آذر |
| ال‌ایتالیانو (ایتالیایی) | کریستیانو مینه‌لونو                   | توتو کوتونیو                         | شوبرت آواکیان |
| حسرت                    | اردلان سرفراز                        | فرید زلاند                           | فرید زلاند    |
| اسی (یونانی)            | بازخوانی ترانه آنتونی پولیتیس و ژینا | بازخوانی ترانه آنتونی پولیتیس و ژینا | شوبرت آواکیان |
| ایران                   | سعید محمدی                           | سعید محمدی                           | دیوید بتسامو  |
| جانومه                  | ترانه افغانی                         | ترانه افغانی                         | شوبرت آواکیان |

### ۱۳۷۷ - Dance Beat
| نام ترانه      | ترانه‌سرا          | آهنگ‌ساز         | تنظیم‌کننده      |
| -------------- | ----------------- | --------------- | --------------- |
| یار            | بیژن سمندر        | حسن شماعی‌زاده   | منوچهر چشم‌آذر   |
| روزگار عشق     | همایون هوشیارنژاد | مهرداد آسمانی   | شوبرت آواکیان   |
| دل ای دل       | مهداد زند کریمی   | مهداد زند کریمی | مهداد زند کریمی |
| دلبر           | محلی شیرازی       | محلی شیرازی     | شوبرت آواکیان   |
| سبزه زار       | محلی شیرازی       | محلی شیرازی     | شوبرت آواکیان   |
| سیا چومه       | محلی گیلکی        | محلی گیلکی      | شوبرت آواکیان   |
| تپش            | ژاکلین            | ژاکلین          | مهداد زند کریمی |
| عشق دیروزی     | سعید محمدی        | سعید محمدی      | شوبرت آواکیان   |
| بندری          | بندری             | بندری           | شوبرت آواکیان   |
| برزی برزی      | کُردی              | کُردی            | شوبرت آواکیان   |
| با دلم قهر نکن | مهداد زند کریمی   | مهداد زند کریمی | مهداد زند کریمی |
| زیم زیم        | بهار سعید         | افغانی          | شوبرت آواکیان   |
| اسیر           | هما میرافشار      | محمد مقدم       | محمد مقدم       |
| عشق تازه       | مهداد زند کریمی   | مهداد زند کریمی | مهداد زند کریمی |
| جولین          | دالی پارتن        | دالی پارتن      | شوبرت آواکیان   |
| بلدی           | عربی              | عربی            | شوبرت آواکیان   |
| پشیمون         | هما میرافشار      | محمد مقدم       | محمد مقدم       |
| عاشقای فردا    | امیرفرخ تجلی      | امیرفرخ تجلی    | شوبرت آواکیان   |
| شمیم           | فریدون علیخانی    | امیر آرام       | فرخ آهی         |
| شب             | ژاکلین            | ژاکلین          | شوبرت آواکیان   |
| خواب           | مهداد زند کریمی   | مهداد زند کریمی | مهداد زند کریمی |
| عروسی          | همایون هوشیارنژاد | شوبرت آواکیان   | شوبرت آواکیان   |
| لاله لر        | آذری              | آذری            | شوبرت آواکیان   |
| ارمنی          | ارمنی             | ارمنی           | شوبرت آواکیان   |
| مادر بزرگ      | مهداد زند کریمی   | مهداد زند کریمی | مهداد زند کریمی |
| یار شیرین      | مینا جلالی        | صادق نوجوکی     | صادق نوجوکی     |

### ۱۳۸۱ - کنسرت لیلا فروهر در کداک تیاتر
کنسرت بزرگ لیلا فروهر در سالن کداک تیاتر (Kodak Theatre) که در دو سی‌دی توسط شرکت کلتکس رکوردز منتشر گردید.
تنظیم آهنگ‌ها برای کنسرت و رهبر ارکستر: شوبرت آواکیان
سی‌دی اول:
| شماره | نام ترانه                   | ترانه‌سرا          | آهنگ‌ساز          |
| ----- | --------------------------- | ----------------- | ---------------- |
| ۱     | آزاد                        | شهیار قنبری       | سیاوش قمیشی      |
| ۲     | قصه تو قصه من               | ایرج جنتی عطایی   | سیاوش قمیشی      |
| ۳     | بهار عشق                    | مسعود فردمنش      | صادق نوجوکی      |
| ۴     | چی صدا کنم تورو             | پاکسیما زکی‌پور    | سیاوش قمیشی      |
| ۵     | سلطان قلب‌ها (همراه با عارف) | محمدعلی شیرازی    | انوشیروان روحانی |
| ۶     | همسفر                       | همایون هوشیارنژاد | حسن شماعی‌زاده    |
| ۷     | غریبه                       | ژاکلین            | ژاکلین           |
| ۸     | وعده                        | سعید، کامران      | شوبرت آواکیان    |
| ۹     | بهانه                       | بیژن سمندر        | انوشیروان روحانی |
| ۱۰    | قدیما                       | زویا زاکاریان     | سیاوش قمیشی      |
| ۱۱    | بلدی                        | عربی              | عربی             |
| ۱۲    | مسبب (آواز)                 | معینی کرمانشاهی   | عماد رام         |
| ۱۳    | امشب شب مهتابه              | علی‌اکبر شیدا      | علی‌اکبر شیدا     |

سی‌دی دوم:
| شماره | نام ترانه     | ترانه‌سرا         | آهنگ‌ساز          |
| ----- | ------------- | ---------------- | ---------------- |
| ۱۴    | ایران         | سعید محمدی       | سعید محمدی       |
| ۱۵    | مادر          | پاکسیما زکی‌پور   | حسن شماعی‌زاده    |
| ۱۶    | جونی جونوم    | سعید محمدی       | سعید محمدی       |
| ۱۷    | ارمنی         | سایات نوا        | سایات نوا        |
| ۱۸    | چشمه نور      | پدرام            | سیاوش قمیشی      |
| ۱۹    | جولین         | دالی پارتن       | دالی پارتن       |
| ۲۰    | نیاز          | فریدون علیخانی   | امیر آرام        |
| ۲۱    | محال          | اردلان سرفراز    | منوچهر چشم‌آذر    |
| ۲۲    | قسم به تو     | اسماعیل نواب صفا | انوشیروان روحانی |
| ۲۳    | کلاغای خبرچین | فریدون علیخانی   | امیر آرام        |
| ۲۴    | گل زرد        | منصور تهرانی     | منوچهر چشم‌آذر    |
| ۲۵    | دو پرنده      | منصور تهرانی     | ناصر چشم‌آذر      |
| ۲۶    | شمیم          | فریدون علیخانی   | امیر آرام        |

## تک‌آهنگ‌ها[۲]
| نام ترانه                                                                | ترانه‌سرا                                                    | آهنگ‌ساز                                                     | تنظیم‌کننده                             | انتشار |
| ------------------------------------------------------------------------ | ----------------------------------------------------------- | ----------------------------------------------------------- | -------------------------------------- | ------ |
| زمین‌‌لرزه (همراه با ابی، ستار و...)                                       | بهرام رسول‌زادگان                                            | داوود اردلان                                                | داوود اردلان                           | ۱۳۶۹   |
| زلزله                                                                    | به یاد جانباختگان زلزله رودبار و منجیل                      | به یاد جانباختگان زلزله رودبار و منجیل                      | به یاد جانباختگان زلزله رودبار و منجیل | ۱۳۶۹   |
| نو‌بهار (همراه با ویگن، عارف، مرتضی، ستار، اندی، کوروس، فتانه، دلارام)    | هما میرافشار                                                | مرتضی برجسته                                                | اف. ام. فیلارمونیک                     | ۱۳۷۲   |
| ا‌سم تو (همراه با حسن شماعی‌زاده)                                          | اردلان سرفراز                                               | حسن شماعی‌زاده                                               | نوید نحوی                              | ۱۳۷۳   |
| عروس گل‌ها (همراه با حبیب قادری)                                          | فرهاد دریا                                                  | فرهاد دریا                                                  | شوبرت آواکیان                          | ۱۳۷۶   |
| بازخوانی سرود «ای ایران» (همراه با گروه بویز)                            | حسین گل‌گلاب                                                 | روح‌الله خالقی                                               | آرمن آهارونیان                         | ۱۳۷۶   |
| راستین پیام زرتشت (همراه با مرتضی)                                       | ابراهیم پورداوود                                            | خسرو مهرفر                                                  | کیخسرو زرتشتی                          | ۱۳۷۷   |
| باز هوای وطنم آرزوست                                                     | احمد جام فیض کاشانی                                         | عبدالصمد عندلیبی                                            | شوبرت آواکیان                          | ۱۳۷۸   |
| ارمنی                                                                    | سایات نوا                                                   | سایات نوا                                                   | شوبرت آواکیان                          | ۱۳۸۲   |
| موسیقی (ترانه گروهی)                                                     | پاکسیما زکی‌پور                                              | رامون                                                       | رامون                                  | ۱۳۸۵   |
| ایران ایران (همراه با امید)                                              | علیرضا میبدی                                                | عماد رام                                                    | رامون                                  | ۱۳۸۶   |
| به یاد مهستی (همراه با هلن، سپیده، هنگامه)                               | میکس بازخوانی ترانه‌های برگزیده مهستی                        | میکس بازخوانی ترانه‌های برگزیده مهستی                        | شوبرت آواکیان                          | ۱۳۸۶   |
| بدون ایران نمیمیره                                                       | بدون ایران نمیمیره                                          | بدون ایران نمیمیره                                          | مجیک                                   | ۱۳۸۸   |
| بازخوانی قطعه «بردی از یادم» (برای تیتراژ فیلم شرایط)                    | پرویز خطیبی                                                 | مصطفی گرگین‌زاده                                             | جینجر شانکار                           | ۱۳۸۹   |
| عید شما مبارک (همراه با ستار و حمید طالب‌زاده)                            | بیژن سمندر                                                  | ناصر چشم‌آذر                                                 | فرخ آهی                                | ۱۳۹۲   |
| مدلی (همراه با ستار و حمید طالب‌زاده)                                     | میکس بازخوانی ترانه‌های تک‌خال، پردیس و همه چی آرومه          | میکس بازخوانی ترانه‌های تک‌خال، پردیس و همه چی آرومه          | فرخ آهی                                | ۱۳۹۲   |
| کاشکی                                                                    | رضا خواجوی                                                  | عارف شکوری                                                  | عارف شکوری                             | ۱۳۹۲   |
| عشقم                                                                     | رضا خواجوی                                                  | عارف شکوری                                                  | عارف شکوری                             | ۱۳۹۲   |
| با تو                                                                    | امیر شیرازی                                                 | اشکان خشایی                                                 | عارف شکوری                             | ۱۳۹۲   |
| فرشته‌های کوچولو                                                          | بابک صحرایی                                                 | عارف شکوری                                                  | عارف شکوری                             | ۱۳۹۳   |
| خیلی حساسم                                                               | امیر شیرازی                                                 | اشکان خشایی                                                 | پوریا نیاکان                           | ۱۳۹۳   |
| خیلی دوست دارم                                                           | نوید غیاثی                                                  | اشکان خشایی                                                 | اندی جی                                | ۱۳۹۳   |
| این روزا                                                                 | امین بامشاد                                                 | امین بامشاد                                                 | اندی جی                                | ۱۳۹۴   |
| حس ترانه                                                                 | امیر شیرازی                                                 | سعید جرا                                                    | سعید جرا                               | ۱۳۹۴   |
| بگو با منی                                                               | نوید غیاثی                                                  | حسین تیموری                                                 | حسین تیموری                            | ۱۳۹۵   |
| بارون                                                                    | امین بامشاد                                                 | امین بامشاد                                                 | اندی جی                                | ۱۳۹۶   |
| نفسم                                                                     | امیر شیرازی                                                 | اشکان خشایی                                                 | پوریا نیاکان                           | ۱۳۹۷   |
| خانه اجدادی                                                              | آرش کاویانی                                                 | آرش کاویانی                                                 | هامون تهرانی                           | ۱۳۹۷   |
| خاطره‌ها (همراه با عارف)                                                  | میکس بازخوانی ترانه‌های انتظار، قسم به تو، عشق و سلطان قلب‌ها | میکس بازخوانی ترانه‌های انتظار، قسم به تو، عشق و سلطان قلب‌ها | اندی جی                                | ۱۳۹۷   |
| جهانم                                                                    | امیر شیرازی                                                 | اشکان خشایی                                                 | اندی جی                                | ۱۳۹۸   |
| بازخوانی سرود «ای ایران»                                                 | حسین گل‌گلاب                                                 | روح‌الله خالقی                                               | حامد پورساعی                           | ۱۳۹۹   |
| بغض ما                                                                   | بابک صحرایی                                                 | امیرعباس حسن‌زاده                                            | اندی جی                                | ۱۳۹۹   |
| گل من                                                                    | پاکسیما زکی‌پور                                              | اتابک                                                       | اندی جی                                | ۱۴۰۰   |
| درد من و تو                                                              | بابک صحرایی                                                 | امیرعباس حسن‌زاده                                            | اندی جی                                | ۱۴۰۰   |
| بمون                                                                     | پوریا متابعان                                               | پوریا متابعان                                               | اندی جی                                | ۱۴۰۰   |
| بازخوانی قطعه «از خون جوانان وطن لاله دمیده»                             | عارف قزوینی                                                 | عارف قزوینی                                                 | حمید سعیدی                             | ۱۴۰۱   |
| دوباره (همراه با گوگوش، شهره آغداشلو، دریا دادور، سوگند و شهرزاد سپانلو) | رها اعتمادی                                                 | بابک سعیدی                                                  | بابک سعیدی                             | ۱۴۰۱   |
| تو قابی از ستاره                                                         | ایرج جنتی عطایی                                             | مجید کاظمی                                                  | مجید کاظمی                             | ۱۴۰۱   |
| زندگی                                                                    | فرهاد                                                       | آرش کاویانی                                                 |                                        | ۱۴۰۱   |
| راه شیراز                                                                | فولکلور شیرازی                                              | فولکلور شیرازی                                              | مجید کاظمی                             | ۱۴۰۲   |
| یاد گرفتم زن باشم                                                        | ایرج جنتی عطایی                                             | بیژن مرتضوی                                                 | بابک سعیدی                             | ۱۴۰۲   |
| جشن احتمالی                                                              | ایرج جنتی عطایی                                             | رامین زمانی                                                 | رامین زمانی سیاوش صدری                 | ۱۴۰۳   |